# 锡佐斯
锡佐斯（法語：Cizos，法語發音：[sizɔs]）是法国上比利牛斯省的一个市镇，属于塔布区。

## 地理
锡佐斯（43°15'37"N, 0°29'24"E）面积7.61 平方千米，位于法国奧克西塔尼大區上比利牛斯省，该省份为法国西南部内陆省份，北至热尔省，西接大西洋比利牛斯省，南与西班牙接壤，东临上加龙省。
与锡佐斯接壤的市镇（或旧市镇、城区）包括：奥尔冈、阿里-埃斯佩南、贝特普伊、卡斯泰尔诺-马尼奥阿克、科布、蒙莱翁马尼奥阿克、维约佐斯。

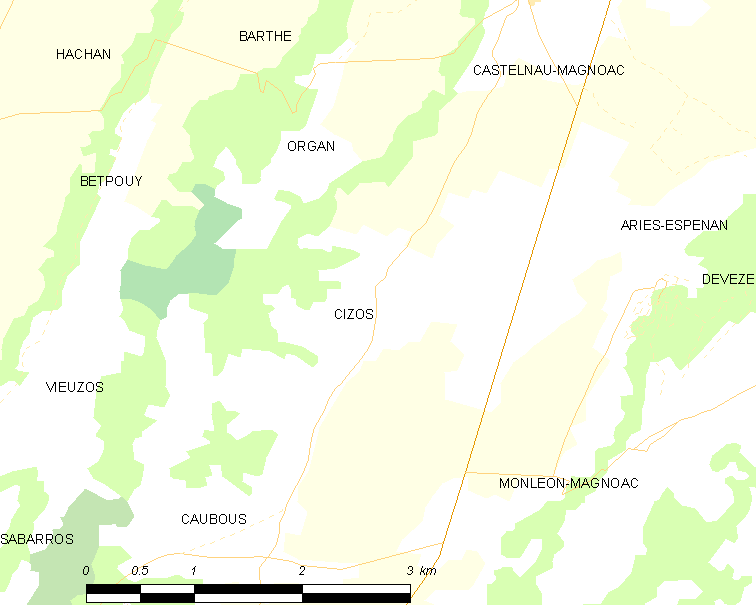
锡佐斯的OSM定位图

锡佐斯的时区为UTC+01:00、UTC+02:00（夏令时）。

## 行政
锡佐斯的邮政编码为65230，INSEE市镇编码为65148。

## 政治
锡佐斯所属的省级选区为山丘县。

## 人口

1962-2008年间锡佐斯人口变化图示

锡佐斯于2022年1月1日时的人口数量为136人。